# Ma Zhenxia
Ma Zhenxia (chiń. 马振霞; ur. 1 sierpnia 1998) – chińska lekkoatletka specjalizująca się w chodzie sportowym.
Złota medalistka igrzysk olimpijskich młodzieży z Nankin w chodzie na 5000 metrów (2014). W 2015 triumfowała na azjatyckich, a dwa miesiące później zdobyła złoto na światowych mistrzostw juniorów młodszych. Mistrzyni świata juniorów z Bydgoszczy (2016).
Medalistka mistrzostw Chin w różnych kategoriach wiekowych oraz reprezentantka kraju na drużynowych mistrzostwach świata w chodzie sportowym.

## Osiągnięcia
| Rok  | Impreza                                | Miejsce   | Konkurencja              | Lokata      | Wynik    |
| ---- | -------------------------------------- | --------- | ------------------------ | ----------- | -------- |
| 2014 | Igrzyska olimpijskie młodzieży         | Nankin    | chód na 5000 m           | 1. miejsce  | 22:22,08 |
| 2015 | Mistrzostwa Azji juniorów młodszych    | Doha      | chód na 5000 m           | 1. miejsce  | 23:45,19 |
| 2015 | Mistrzostwa świata juniorów młodszych  | Cali      | chód na 5000 m           | 1. miejsce  | 22:41,08 |
| 2016 | Drużynowe mistrzostwa świata w chodzie | Rzym      | chód na 10 km (juniorek) | 1. miejsce  | 45:25    |
| 2016 | Mistrzostwa świata juniorów            | Bydgoszcz | chód na 10 000 m         | 1. miejsce  | 45:18,46 |
| 2022 | Drużynowe mistrzostwa świata w chodzie | Maskat    | chód na 20 km            | 1. miejsce  | 1:30:22  |
| 2022 | Mistrzostwa świata                     | Eugene    | chód na 20 km            | 10. miejsce | 1:30:39  |
| 2023 | Mistrzostwa świata                     | Budapeszt | chód na 20 km            | 7. miejsce  | 1:28:30  |
| 2023 | Igrzyska azjatyckie                    | Hangzhou  | chód na 20 km            | 2. miejsce  | 1:30:04  |
| 2024 | Drużynowe mistrzostwa świata w chodzie | Antalya   | chód na 20 km            | 2. miejsce  | 1:27:55  |
| 2024 | Igrzyska olimpijskie                   | Paryż     | chód na 20 km            | 11. miejsce | 1:29:15  |

## Rekordy życiowe
- Chód na 10 000 metrów – 44:43,06 (2023)
- Chód na 10 kilometrów – 42:52 (2022)
- Chód na 20 kilometrów – 1:26:07 (2024)